# Ranchería Guipítare
Ranchería Guipítare är en ort i Mexiko.   Den ligger i kommunen Bocoyna och delstaten Chihuahua, i den nordvästra delen av landet, 1 300 km nordväst om huvudstaden Mexico City. Ranchería Guipítare ligger 2 213 meter över havet och antalet invånare är 123.
Terrängen runt Ranchería Guipítare är huvudsakligen kuperad, men åt nordost är den platt. Ranchería Guipítare ligger nere i en dal. Runt Ranchería Guipítare är det glesbefolkat, med 12 invånare per kvadratkilometer. Närmaste större samhälle är Creel, 7,9 km sydväst om Ranchería Guipítare. Omgivningarna runt Ranchería Guipítare är i huvudsak ett öppet busklandskap.